# Ernst Hohenemser

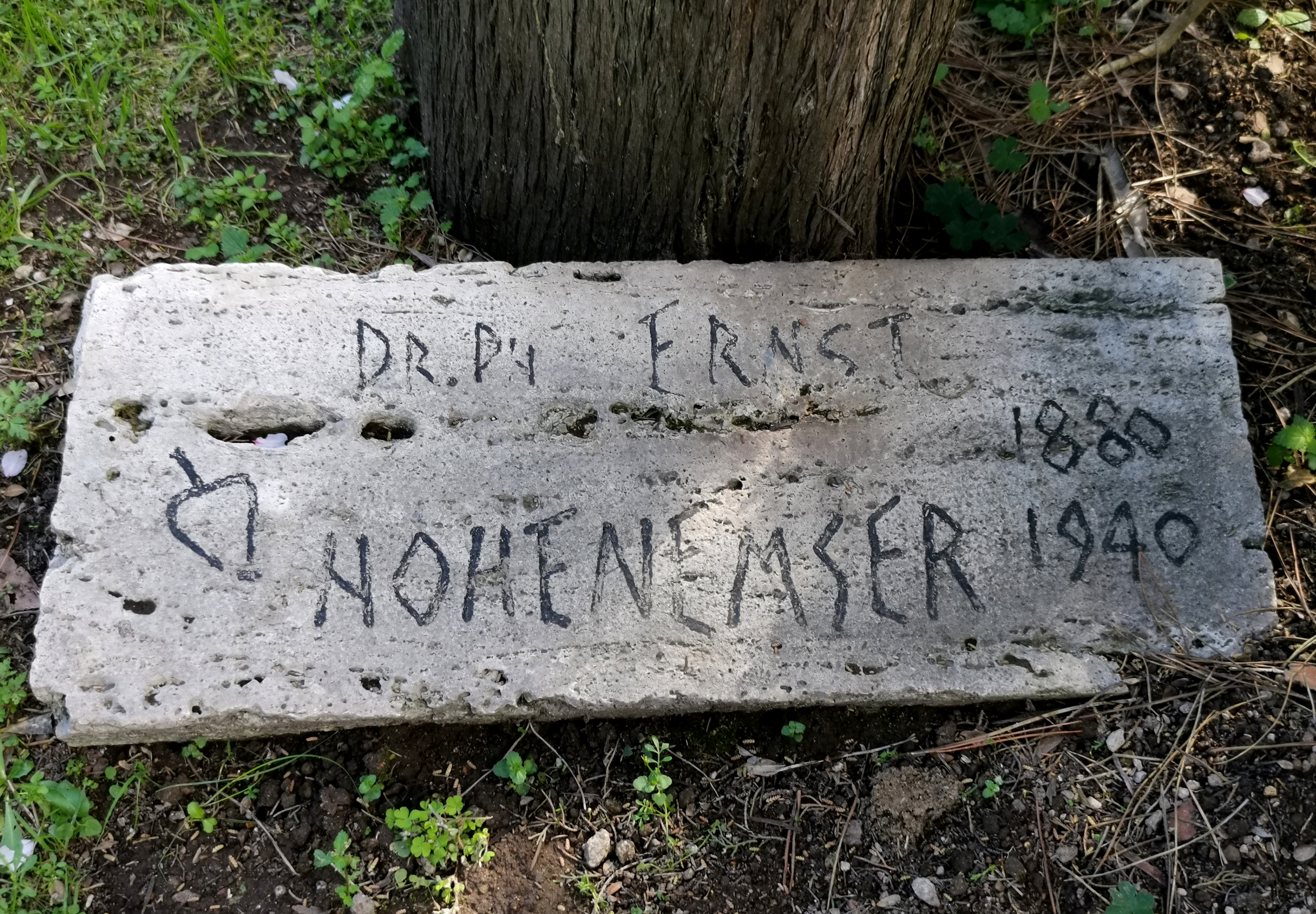
Grab auf dem Nichtkatholischen (Protestantischen) Friedhof Rom

Ernst Hohenemser (* 1. Juni 1870 in Mannheim; † 17. Februar 1940 in Rom) war ein deutscher Aphoristiker.

## Leben
Hohenemser war der Sohn des Bankiers Ludwig Hohenemser und seiner Frau Helene, geb. Hirschhorn. Er wuchs in einer gebildeten Familie auf, die für Kunst, Kultur und Politik aufgeschlossen war. Seine Großtante war die Pädagogin Emma Guerrieri Gonzaga.
Ernst Hohenemser besuchte von 1879 bis 1889 das Großherzogliche Gymnasium in Mannheim, das heutige Karl-Friedrich-Gymnasium. Anschließend studierte er in Heidelberg Jura. In Heidelberg wurde Hohenemser wegen eines verbotenen Duells mit Pistolen zu vier Monaten Haft verurteilt. Eine Strafe, die später herabgesetzt wurde. Möglicherweise aus diesem Grund wechselte Hohenemser an die Universität Berlin, kehrte aber schon 1893 wieder nach Heidelberg zurück. Nachdem er 1894 die Staatsprüfung abgelegt hatte, arbeitete er als Rechtspraktikant am Amtsgericht und an der Staatsanwaltschaft Heidelberg. Im Mai 1896 wechselte Hohenemser zum Studium der Philosophie und der Kunstgeschichte. 1899 wurde er promoviert. Während seines Studiums muss Hohenemser von der jüdischen zur evangelischen Konfession gewechselt sein. In den Jahren nach 1899 pendelte er zwischen Mannheim, Rom und Berlin und unternahm Reisen, z. B. nach Ägypten. Und er veröffentlichte gelegentlich kleinere Beiträge für Kunst- und Kulturzeitschriften und war als Übersetzer tätig. 1907 und 1913 erschienen zwei Aphorismen-Sammlungen. Auf einer Ägyptenreise lernte er den Maler Max Slevogt kennen, mit dem er in den folgenden Jahren an einigen Buchprojekten zusammenarbeitete, vor allem Klassiker-Übersetzungen von Hohenemser, die Slevogt dann illustrierte. 1918 erschien im Verlag Hirth in München dann eine umfangreiche Zusammenstellung von Aphorismen, das Hauptwerk von Hohenemser.
1920 heiratete Hohenemser die promovierte Kunsthistorikerin und Theaterregisseurin Wilhelmina Steglich, genannt Helly, im Dezember wurde der Sohn Rudolf Ernst, genannt Rolf, geboren. Die Familie wohnte spätestens ab 1923 in Rom. Beide verfassten oder übersetzten Reiseführer und andere Literatur und beteiligten sich am gesellschaftlichen und kulturellen Leben in Rom.
Während die Maßnahmen der Judenverfolgung in Italien zurückhaltender waren, bekam das Ehepaar Hohenemser die sehr viel brutaleren antijüdischen Maßnahmen im Deutschen Reich auch zu spüren. Helly Hohenemser-Steglich wurde 1935 aus der Reichsschrifttumskammer ausgeschlossen und musste die Zusammenarbeit mit deutschen Verlagen und Zeitschriften abbrechen. Ernst Hohenemser musste 1938 auf Aufforderung der Deutschen Botschaft den Beinamen „Israel“ annehmen. 1938 wurde allen jüdischen Einwandern, die nach 1919 nach Italien gekommen waren, die Aufenthaltsgenehmigung entzogen. Die tatsächliche Ausweisung zog sich jedoch hin.
Im Februar 1940 starb Ernst Hohenemser, was ihn wahrscheinlich vor der Deportation in ein Vernichtungslager bewahrte. Seine Urne wurde – nach 1945 – auf dem Protestantischen Friedhof in Rom beigesetzt.
Helly Hohenemser-Steglich überlebte die Nazi-Zeit in Rom. Sie arbeitete weiter hauptsächlich als Übersetzerin und starb 1977 in einem Pflegeheim bei Rom.

## Veröffentlichungen
- Die Lehre von den kleinen Vorstellungen bei Leibniz. F. W. Rochow, Heidelberg 1899 (Heidelberg, Univ., Phil. Fak., Diss., 1899)
- Aphorismen. Masur, Mannheim 1907.
- Aphorismen. Hirth, München 1918.
- Memorie Tedesche a Roma. Confederazione Nazionale Fascista Professionisti e Artisti, Rom [1934]
  - dt. Übersetzung: Deutsche Erinnerungen in Rom. Rispoli, Neapel 1938